# Porządek toskański

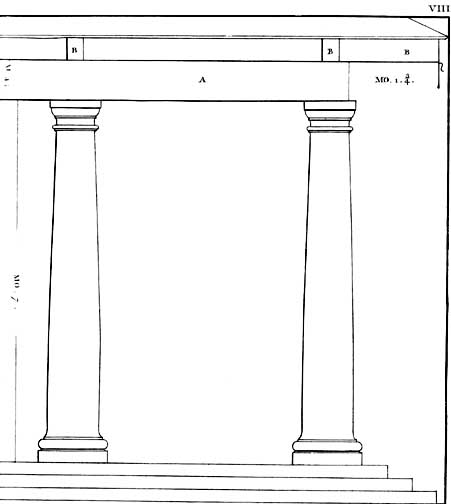
Porządek toskański w dziele Andrea Palladia, Quattro Libri di Architettura, 1570

Porządek toskański – jeden z klasycznych porządków w architekturze. Wykształcił się na terenie Italii z porządku doryckiego. Podstawowe różnice to:
- kolumny miały gładkie trzony (w porządku doryckim pokryte były żłobieniami)
- pod kolumnami wprowadzono bazy (w porządku doryckim kolumny stały bezpośrednio na stylobacie)[1].

Budowle wzniesione w stylu toskańskim sprawiały wrażenie bardziej przysadzistych niż budowle greckie. Wynikało to przede wszystkim z jakości (cech wytrzymałościowych) dostępnych materiałów. Budowle (przede wszystkim świątynie etruskie) wznoszone były na planie prostokąta, na podwyższeniu, na które prowadziły schody usytuowane przy krótszym boku. Budynek był otoczony kolumnadą z trzech stron. Dach dwuspadowy z okapem tworzył portyk z trzech stron budynku. Kolumny zakończone były głowicami złożonymi z echinusa i abakusa.